# Ònnega Rebelle de Sangüesa
Ònnega Rebelle de Sangüesa (en llatí Onneca Rebelle de Sancosa; Sangüesa, Navarra, segle ix) fou una dama navarresa del darrer terç del segle ix.
El seu nom apareix a les Genealogies del Còdex de Roda, és coneguda per haver estat la primera esposa de Garcia Ximenes, cavaller navarrès que fou pare del rei Sanç Garcés, si bé en el seu segon matrimoni amb Dadilda de Pallars. Pel seu nom se situa el seu origen a la localitat de Sangüesa, de fet a la mateixa regió on la dinastia Ximena tenia les seves terres patrimonials i hi exercia el govern directe.

## Núpcies i descendents
Es casà amb Garcia Ximenes. D'aquesta unió nasqueren:
- Ènnec Garcés, a qui se li atribueix el títol de «rei», que es casà amb Ximena, membre de la casa dels Aritza;
- Sança Garcés, que es casà amb Ènnec Fortuny, fill del rei Fortuny Garcés, i més tard amb el comte Galí Asnar II d'Aragó.[2]